# Šoupálek dlouhoprstý
Šoupálek dlouhoprstý (Certhia familiaris) je druh zpěvného ptáka z čeledi šoupálkovitých. 
Je obtížně odlišitelný od příbuzného šoupálka krátkoprstého, na rozdíl od něj se však vyskytuje spíše v jehličnatých lesích vyšších poloh. Nejsnáze lze tyto druhy rozlišit podle zpěvu. V České republice hnízdí v nevelkém počtu na většině území. Je převážně stálý.

## Popis
Je to drobný pták dorůstající délky 12,5–14 cm s rozpětím křídel 18–21 cm a hmotností 8–12 g. V porovnání se šoupálkem krátkoprstým je o trochu světlejší a má nepatrně rozdílnou kresbu na křídlech. Spodní strana těla je bělavá, hlava, hřbet a svrchní strana křídel jsou hnědě, černě a bíle podélně skvrnité, díky čemuž je na kůře nenápadný. Samec i samice jsou stejně zbarvení.
Má šídlovitý, trochu zahnutý zobák, kterým vybírá i z nepatrných skulin ukrytý drobný hmyz, jeho larvy i vajíčka. Zobák je o trochu kratší než u šoupálka krátkoprstého, zatímco dráp na zadním prstu je delší. Při šplhání mu napomáhají štíhlé nohy s ostrými drápky a dlouhý, tuhý opěrný ocas. Ocasní pera jsou při základně světlejší, zatímco šoupálek krátkoprstý má ocas jednobarevný. V letu je ocas mírně rozeklaný.
Ozývá se již v předjaří. Zpěv je podobný sýkoře modřince, bývá tvořen jednoduchou vysokou melodií, někdy zakončen trylkem. Může napodobovat zpěvy jiných ptáků, včetně šoupálka krátkoprstého. V období párování se ozývá drnčivým „srií-srií“. Při vyrušení během hnízdění se ozývá vysokým „tjii“. 

## Rozšíření
Vyskytuje se ve většině Evropy, včetně Velké Británie. Severní hranice areálu sahá až do Norska, jižní do Turecka a Íránu. Vyskytuje se též v některých oblastech Asie až po Japonsko. V České republice hnízdí nepočetně na většině území, populace čítá asi 300–600 tisíc párů a je stabilní.
Šoupálek dlouhoprstý je převážně stálý, jen některé severní populace se v zimě přesouvají. Na podzim a v zimě je potulný, někdy se přidružuje k hejnům sýkor.

## Způsob života
Obývá jehličnaté, listnaté a smíšené lesy se starými stromy a hustším porostem, převážně ve vyšších polohách, v horách až po horní hranici lesa. Upřednostňuje starší smrkové porosty, ale preference stanovišť se různí. V zimě se vyskytuje i v nížinách.

### Potrava
Stejně jako šoupálek krátkoprstý se živí hmyzem a jinými členovci, po nichž slídí ve štěrbinách v kůře. Spirálovitě šplhá po kmeni vzhůru, poté slétne k patě dalšího stromu a šplhá znovu. Příležitostně se živí i semeny jehličnatých stromů, jako jsou smrky nebo borovice. Na ptačí krmítko se šoupálci stahují jen zřídka.

Šoupálek dlouhoprstý se neživí mravenci a bylo prokázáno, že se při hledání potravy nezdržuje na stromech, na nichž mravenci jsou, protože zde nenajde dostatek jiné živočišné potravy.

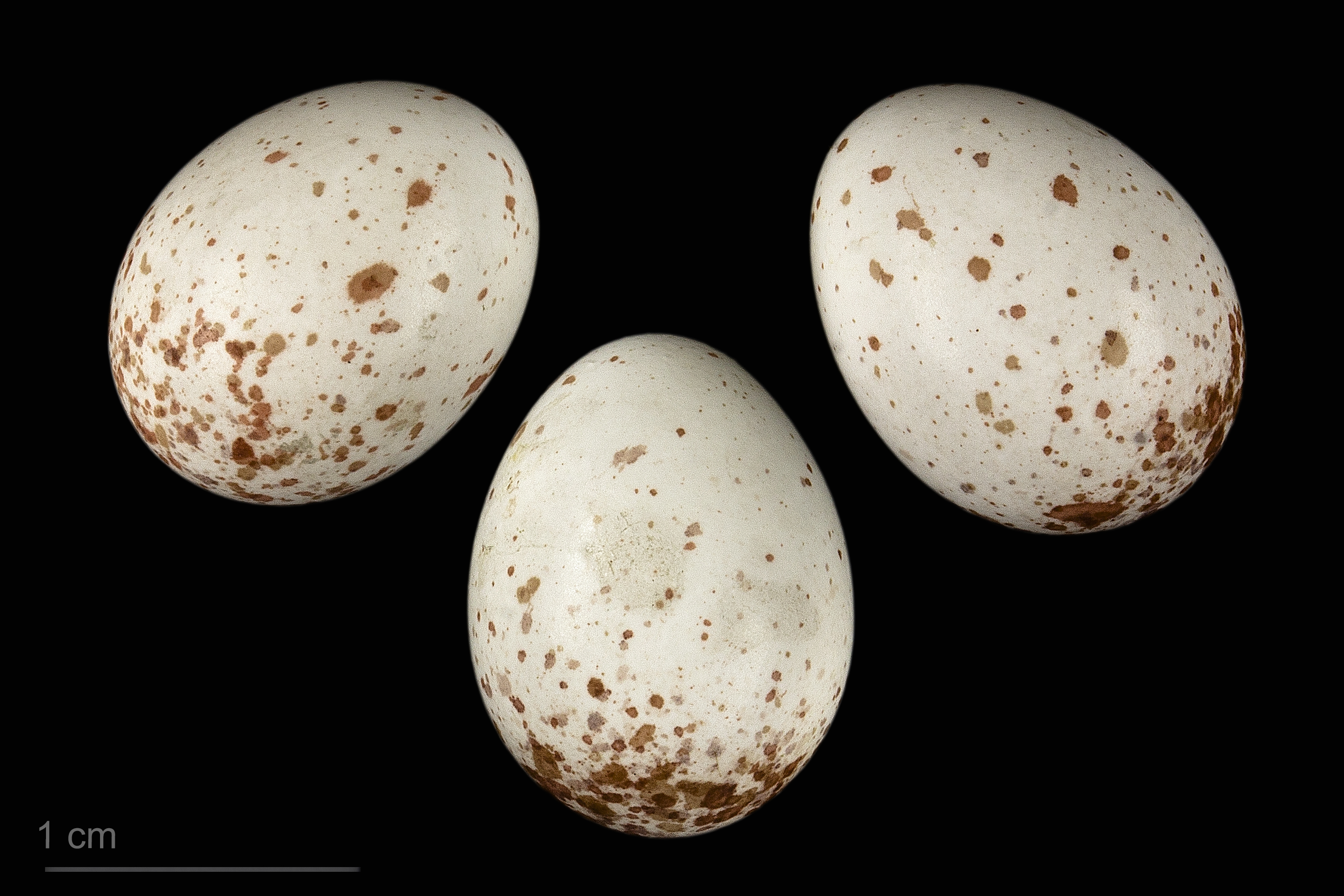
Vajíčka šoupálka dlouhoprstéhovlevo|náhled|Hlas šoupálka

### Rozmnožování
Jedná se o monogamní druh. V březnu začínají samečkové zpívat a obsazují hnízdní revíry. Během toku se samec a samice nahánějí a šplhají spirálovitě po kmenech stromů.
V Evropě Hnízdí od dubna do konce června. Hnízdo je stejné jako u šoupálka krátkoprstého. Staví si ho většinou pod odchlíplou kůrou, ale také v puklinách kmenů, ve štěrbinách zdí atp., občas také v břečťanu a jiné vegetaci. Je tvořeno jehličím, částmi kůry, větviček, mechu, a dalších materiálů a na povrchu je vystláno peřím, srstí, lišejníky a pavoučími sítěmi. Hnízdo bývá umístěno ve výšce do 16 metrů nad zemí. Samička snáší obvykle 5–6 bílých, červeně skvrnitých vajíček. Po 13 až 17 dnech se líhnou mláďata, která vylétnou po 13 až 18 dnech. 
Na vejcích sedí pouze samice, mláďata pak krmí oba rodiče.